# 2202 Pele
2202 Pele é um asteroide que faz parte da família de asteroides Amor, ou seja, este tipo de asteroide se aproxima da órbita da Terra, mas não atravessa a mesma. É, portanto, um asteroide próximo da Terra. Ele também é um asteroide cruzador de Marte. Ele possui uma magnitude absoluta de 17,6 e tem um diâmetro estimado entre 0,9–2,0 km.

## Descoberta e nomeação
2202 Pele foi descoberto no dia 7 de setembro de 1972 pelo astrônomo Arnold Richard Klemola. O asteroide recebeu o nome de Pele, a deusa do fogo da mitologia havaiana.

## Características orbitais
A órbita de 2202 Pele tem uma excentricidade de 0,511 e possui um semieixo maior de 2,293 UA. O seu periélio leva o mesmo a uma distância de 1,121 UA em relação ao Sol e seu afélio a 3,465 UA.